# خیابان جیمسون
خیابان جیمسون (انگلیسی: Jameson Avenue) یک جاده شریانی چند بانده در محله پارکدیل در تورنتو، انتاریو است،